# Frœschwiller
Frœschwiller es una localidad y comuna francesa situada en el departamento de Bajo Rin, en la región de Alsacia. Tiene una población de 564 habitantes (según censo de 1999) y una densidad de 98 h/km².
El 6 de agosto de 1870 la comuna fue el escenario de la Batalla de Frœschwiller-Wœrth durante la Guerra francoprusiana.
- Datos: Q22420
- Multimedia: Frœschwiller / Q22420

1. ↑  Worldpostalcodes.org, código postal n.º 67360.
2. ↑  INSEE, Datos de población para el año 2012 de Frœschwiller (en francés).